# Arc de Nastapoka
L'arc de Nastapoka és un accident geogràfic situat a la riba sud-oriental de la badia de Hudson (Canadà). Es tracta d'un arc circular gairebé perfecte que cobreix més de 160° d'un cercle de 450 km de diàmetre.
A causa de la seva forma, durant molt de temps se sospità que l'arc era el romanent d'un cràter d'impacte antic. Estudis posteriors han posat en dubte aquesta teoria. L'agost del 1972, Robert S. Dietz i J. Paul Barringer dugueren a terme una gran investigació de la zona recollint mostres per a demostrar l'impacte (que, si fos real, hauria sigut un dels més importants que hauria patit la Terra) però els resultats foren negatius. En examinar-se les roques de la zona no se'n pogué trobà cap que demostrés l'impacte.
Avui en dia, els geòlegs consideren que l'arc conforma el límit arquejat d'una placa tectònica.
L'arc de Nastapoka, sembla formar part d'un cercle gairebé perfecte de 450 quilòmetres de diàmetre. El cercle imaginari retallaria la costa del Quebec per un costat i passaria a prop de costa d'Ontario per l'altre (sud-oest). Al centre hi ha les illes Belcher. Una riba tan exactament corbada no es troba sovint a la natura i ha suscitat un debat geològic.

## Geologia
La línia de costa traça el límit entre dos grups diferents de roques. L'arc de Nastapoka, a la costa est de la badia d'Hudson, és gairebé perfectament circular i segueix de prop el contacte inconformable entre els gneis de l'Arqueà Superior i les roques supracrustals del primer grup de Nastapoka del Proterozoic. La seva forma es pot explicar per la flexió de la litosfera a causa de la càrrega de les làmines d'empenta de l'orogen Trans-Hudson cap a l'oest.